# Presa Safe Harbor
La Presa de Safe Harbor (también Estación Hidroeléctrica de Safe Harbor) es una presa de gravedad de hormigón, con una central hidroeléctrica asociada, en el bajo río Susquehanna. Es la más septentrional y la última de las tres presas hidroeléctricas de los proyectos de electrificación pública de la época de la Gran Depresión, y se construyó entre el 1 de abril de 1930 y el 7 de diciembre de 1931. Creó un lago largo y relativamente poco profundo, conocido como lago Clarke, a lo largo del tramo superior del Valle Conejohela. La creación del lago redujo el tamaño de la parte superior de Conejohela Flats.

## Terrenos de base
El terreno pantanoso mixto del valle del Conejohela contenía rápidos y pequeñas cascadas, humedales y densos bosques a ambos lados del río, dentro de una llanura aluvial que por diez años veía inundaciones anuales hasta llegar a Maryland, en la cabecera de la bahía de Chesapeake, y experimentaba inundaciones catastróficas con regularidad (el significado de una llanura aluvial decenal). El variado terreno creaba muchas zonas de interfaz que alimentaban biológicamente a un gran número de especies. Muchos de esos hábitats creaban efectivamente terrenos difíciles para caminar y montar a caballo, lo que sofocaba el cruce este-oeste del bajo Susquehanna en la Pensilvania-Maryland colonial, lo que impulsó la apertura en 1730 de los históricos puentes Wright's Ferry y (más tarde los dos primeros) el Puente Columbia-Wrightsville, que en su día se consideraron los puentes cubiertos más largos del mundo.

## Ubicación
La presa está situada justo encima de la confluencia del río Conestoga con el Susquehanna, a unas 7 millas aguas abajo de Washington Boro, Pensylvania, que a mitad del río se figura más o menos el centro del lago Clarke creado por la presa, que se ha hecho muy popular para los deportes acuáticos y la pesca. Desde el punto de vista ecológico, la profundidad variable de las islas inundadas en el fondo del lago crea una sucesión de valiosos y variados hábitats que sirven de soporte a numerosos peces alimentadores de agua dulce, peces sartén y grandes especies de peces depredadores de caza. Así, el hábitat de aves y animales pequeños que se perdió fue sustituido, en general, por hábitats marinos de agua dulce.

## Empresa operadora
LS Power Group compró la parte de PPL en 2011, y posteriormente fue adquirida en marzo de 2014 por Brookfield Renewable Inc. En mayo de 2014, Brookfield compró la parte de Exelon, adquiriendo la propiedad total. La Safe Harbor Water Power Corporation explota la presa y la central eléctrica.

## Planificación y construcción
La planificación de la construcción de la presa de Safe Harbor comenzó en 1929, y la construcción se inició el 1 de abril de 1930. La presa se completó y cerró sus compuertas por primera vez el 29 de septiembre de 1931. La primera energía se generó el 7 de diciembre de 1931 y la última de las siete unidades originales de turbinas generadoras entró en funcionamiento el 14 de octubre de 1940. La planificación de la ampliación de la capacidad de generación comenzó en 1981. La construcción comenzó el 12 de abril de 1982 y las cinco nuevas unidades de turbinas generadoras entraron en funcionamiento entre el 13 de abril de 1985 y el 12 de abril de 1986. Las unidades 1 y 2 son turbinas Kaplan conectadas a generadores monofásicos para producir energía eléctrica monofásica de 25 Hz para uso ferroviario de Amtrak y SEPTA, pero también pueden conectarse a un motogenerador para convertir cualquier energía sobrante de 25 Hz a 60 Hz. El resto de las unidades generan energía trifásica a 60 Hz. Safe Harbor puede generar 417,5 megavatios de energía hidroeléctrica. La energía de Safe Harbor se distribuye a través de PJM Interconnection, una de las muchas organizaciones regionales de transmisión que alimentan las redes eléctricas del país.

## Acontecimientos claves
El 18 de mayo de 2001, el Presidente George W. Bush visitó la central hidroeléctrica de Safe Harbor para exponer su recién estrenada Política Energética Nacional. Safe Harbor fue elegida como ejemplo de colaboración entre el gobierno, las empresas y los grupos ecologistas en la generación de energía.

En 2001, Safe Harbor Water Power Corporation ganó el Premio del Gobernador a la Excelencia Medioambiental. En la mención del premio se afirma que Safe Harbor retiró más de 11.000 toneladas de residuos del río y pudo reciclar casi todos ellos.